# اريك واتسون
اريك واتسون (20 يوليو 1925 في نيوزيلندا - 25 مارس 2017) (بالإنجليزية: Eric Watson)‏ هو لاعب كريكت نيوزلندي. لعب مع فريق أوتاغو للكريكت ‏.

## وصلات خارجية
- اريك واتسون على موقع إي آس بي آن كريك إنفو (الإنجليزية)